# الكدف (القفر)

تعديل مصدري - تعديل

الكدف محلة تابعة لقرية ظهرة الكوفي، التابعة لعزلة بني ساوي بمديرية القفر إحدى مديريات محافظة إب في الجمهورية اليمنية، بلغ تعداد سكانها 32 حسب تعداد اليمن لعام 2004.